# Ascânio Lopes
Ascânio Lopes Quatorzevoltas (Ubá, 11 de maio de 1906 - Cataguases, 10 de janeiro de 1929) foi um escritor brasileiro, um dos mais importantes poetas do modernismo mineiro.